# Fontaine-Bellenger
Fontaine-Bellenger – miejscowość i gmina we Francji, w regionie Normandia, w departamencie Eure.
Według danych na rok 1990 gminę zamieszkiwały 712 osoby, a gęstość zaludnienia wynosiła 144 osoby/km² (wśród 1421 gmin Górnej Normandii Fontaine-Bellenger plasuje się na 336. miejscu pod względem liczby ludności, natomiast pod względem powierzchni na miejscu 694).